# The Colbert Report
A The Colbert Report egy amerikai szórakoztató késő esti sorozat, amelynek Stephen Colbert a műsorvezetője.  Ez a műsor a népszerű The Daily Show spin-offja. A Colbert Report egy szatirikus műsor: a késő esti beszélgetős műsorokat és híradókat figurázza ki, épp úgy, mint az anya-műsor. Improvizációs műsor is egyben. A The Colbert Report is sikeres lett, 10 évadot élt meg 1447 epizóddal. 22 perces egy epizód. A sorozatot a Comedy Central vetítette a világ minden táján. 2005. október 17.-től 2014. december 18-ig ment Amerikában. Magyarországon 2008-ban adta le a Comedy Central feliratozva a Daily Show-val együtt. DVD is készült, amelyben a műsor legviccesebb részeiből, jeleneteiből válogattak. A Colbert Report egyszer botrányt is kiváltott, amikor Stephen az ázsiaiakat parodizálta gúnyos módon. Az anyaműsorhoz, a Daily Show-hoz hasonlóan ez a spin-off is nyert számtalan díjat pályafutása alatt. Könyv is készült ebből a sorozatból, szintén szatirikus jelleggel.